# 966 Muschi
966 Muschi, asteroid glavnog pojasa. Otkrio ga je Walter Baade, 9. studenog 1921.

## Vanjske poveznice
- Minor Planet Center